# Ommatius mariae
Ommatius mariae är en tvåvingeart som beskrevs av Scarbrough 2000. Ommatius mariae ingår i släktet Ommatius och familjen rovflugor.
Artens utbredningsområde är Bahamas. Inga underarter finns listade i Catalogue of Life.